# リル＝ドロンヌ
リル＝ドロンヌ （L'Île-d'Olonne）は、フランス、ペイ・ド・ラ・ロワール地域圏、ヴァンデ県のコミューン。

## 地理
リル＝ドロンヌは優れた自然環境の中に位置している。オザンス川とヴェルトンヌ川の河川、漁業の行われる湿地と塩田、鳥類保護区、混合農業、畜産業、ワイン用ブドウの生産が特徴である。

## 人口統計
| 1962年 | 1968年 | 1975年 | 1982年 | 1990年 | 1999年 | 2008年 | 2013年 |
| ------ | ------ | ------ | ------ | ------ | ------ | ------ | ------ |
| 888    | 837    | 934    | 1167   | 1457   | 1820   | 2627   | 2769   |

参照元:1962年から1999年までは複数コミューンに住所登録をする者の重複分を除いたもの。それ以降は当該コミューンの人口統計によるもの。1999年までEHESS/Cassini、2004年以降INSEE。

## ギャラリー

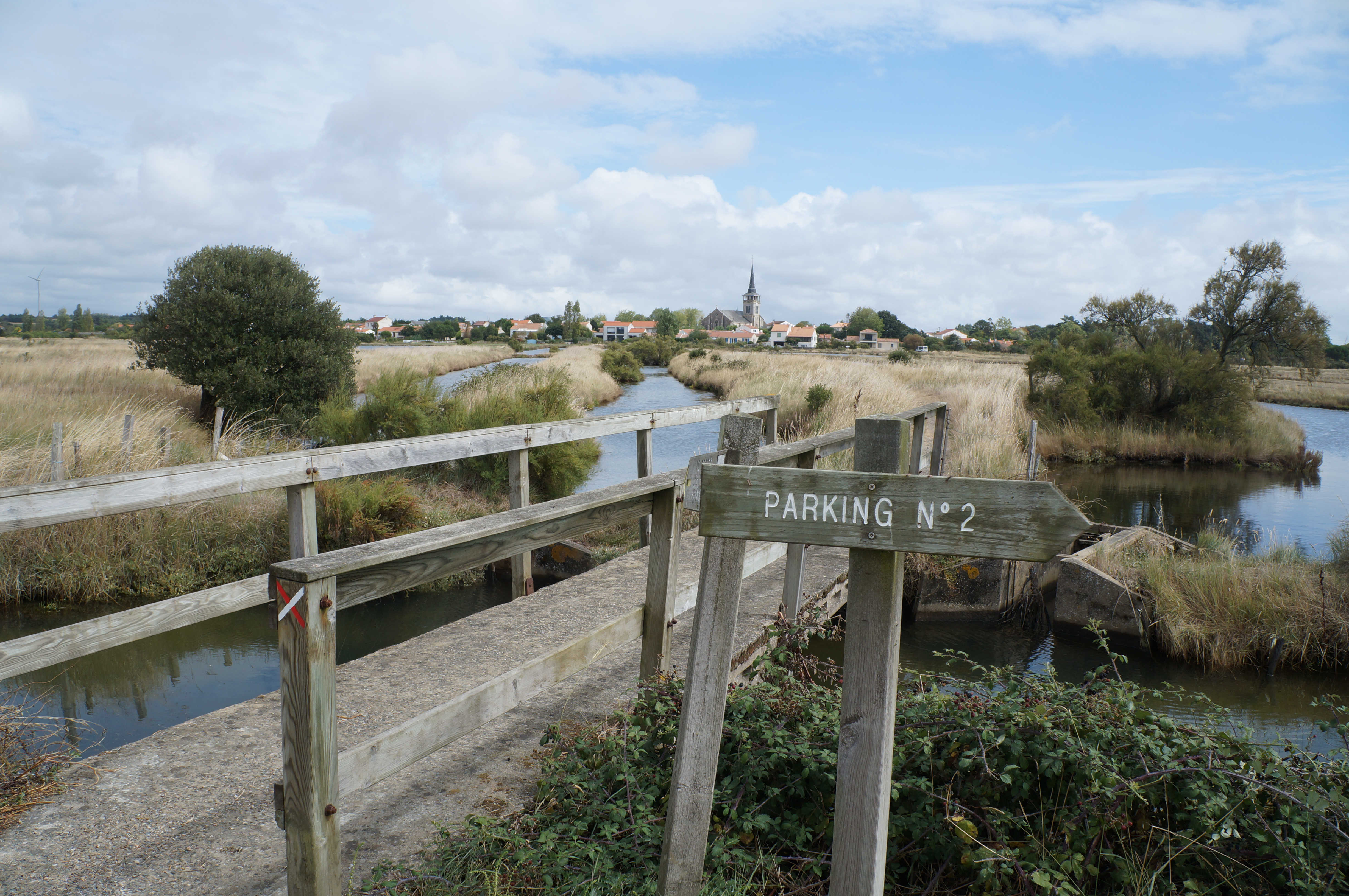
塩田から眺めた町
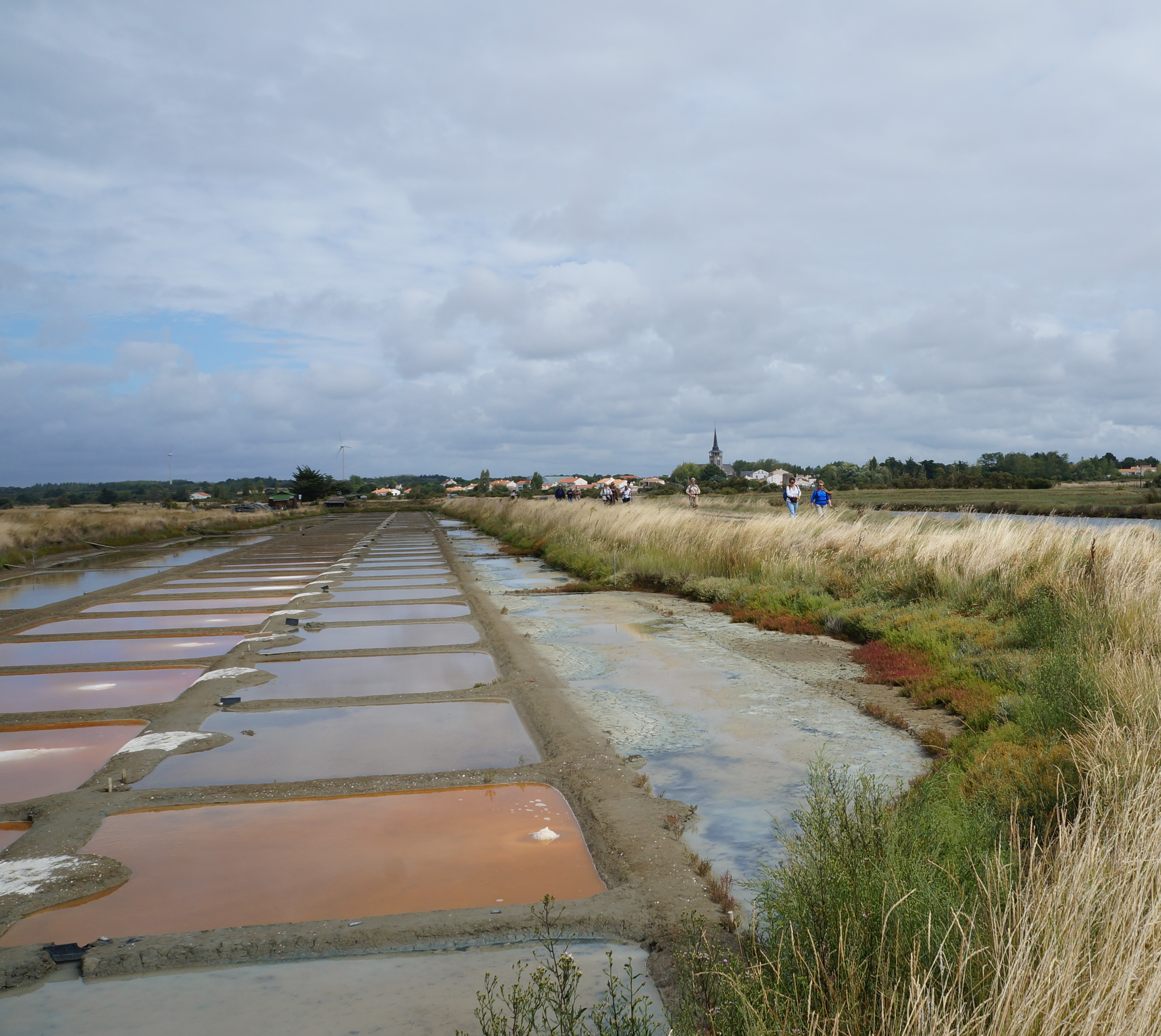
塩田
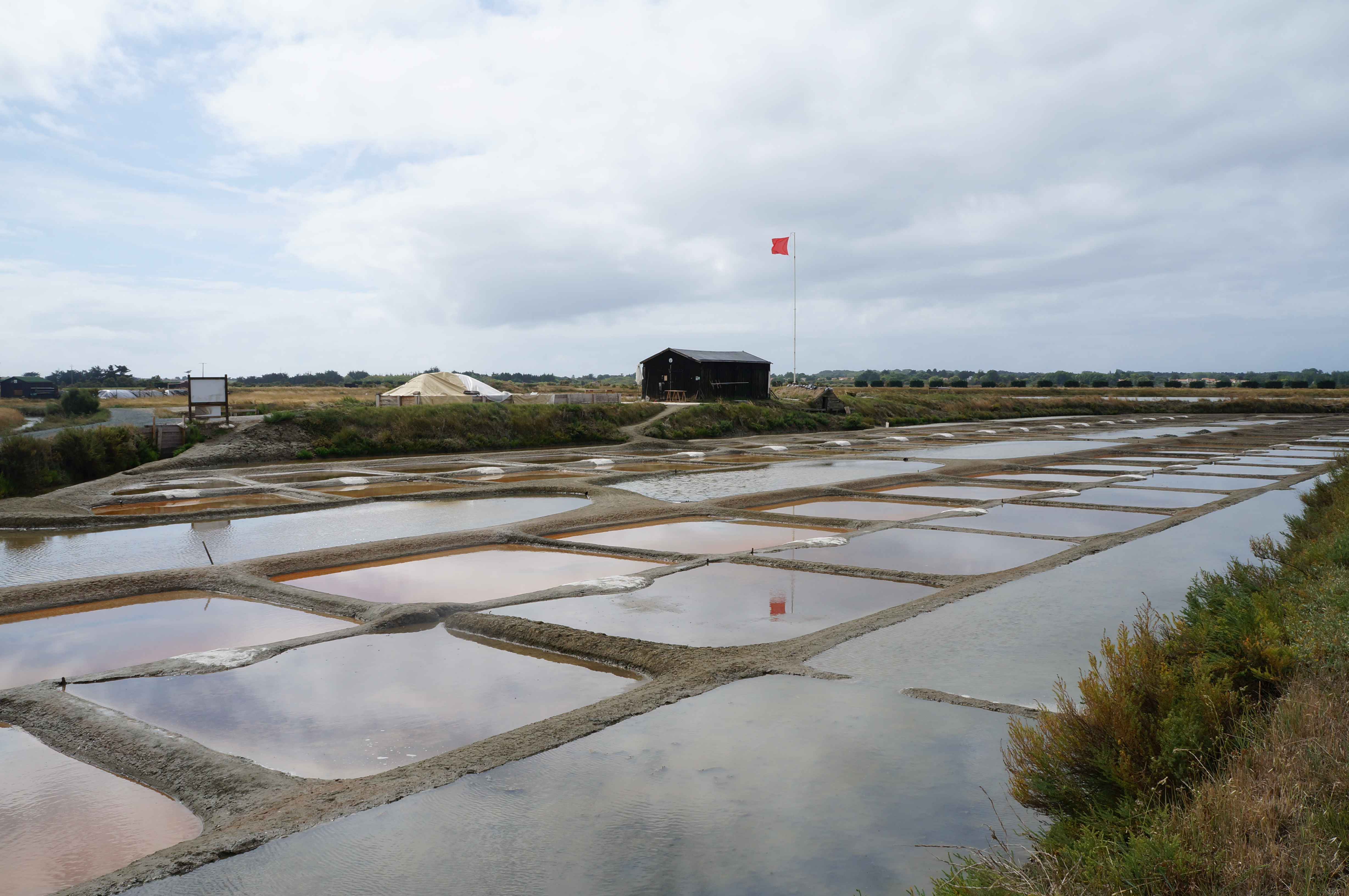
塩田
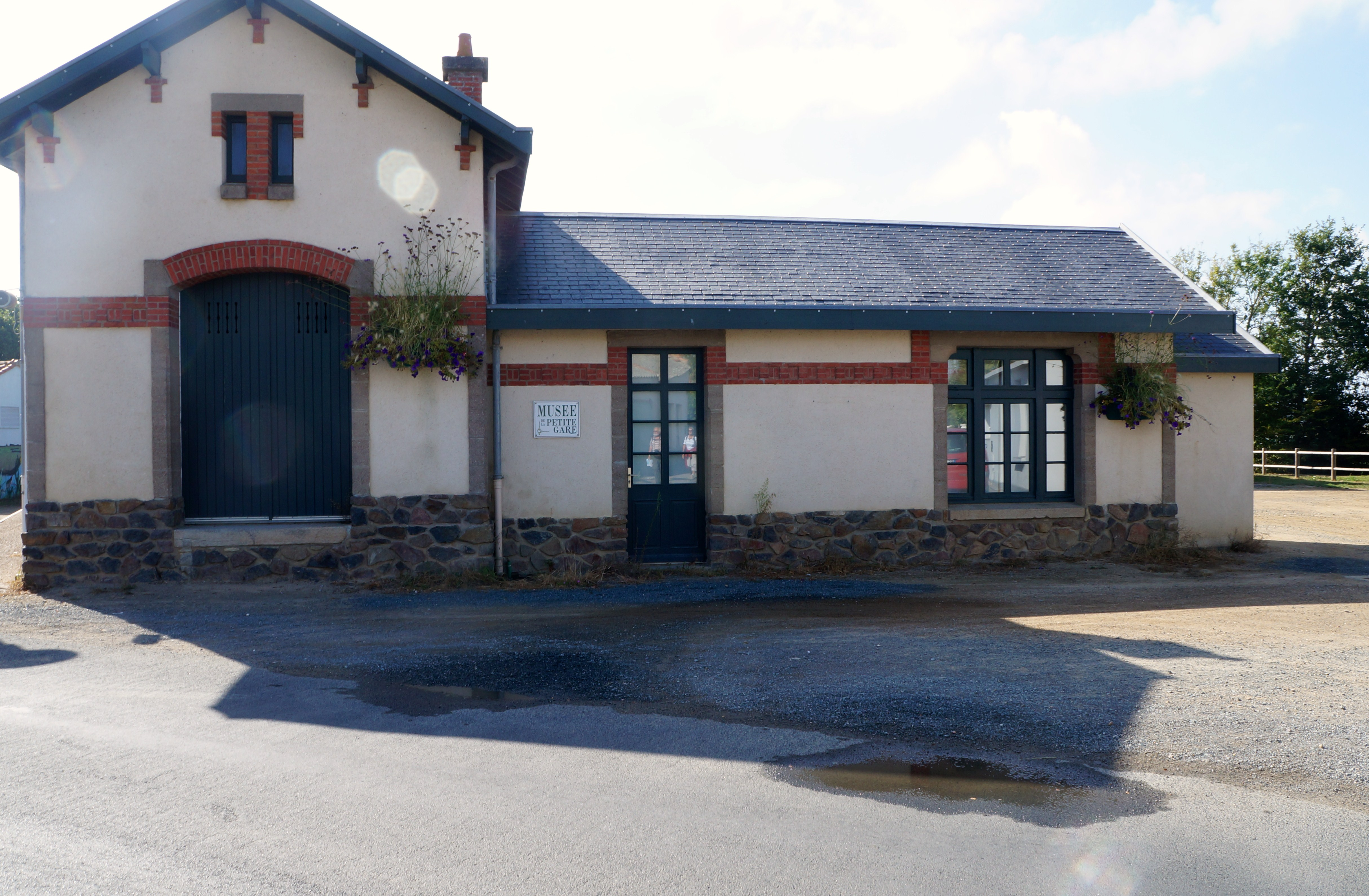
旧駅舎は博物館となっている
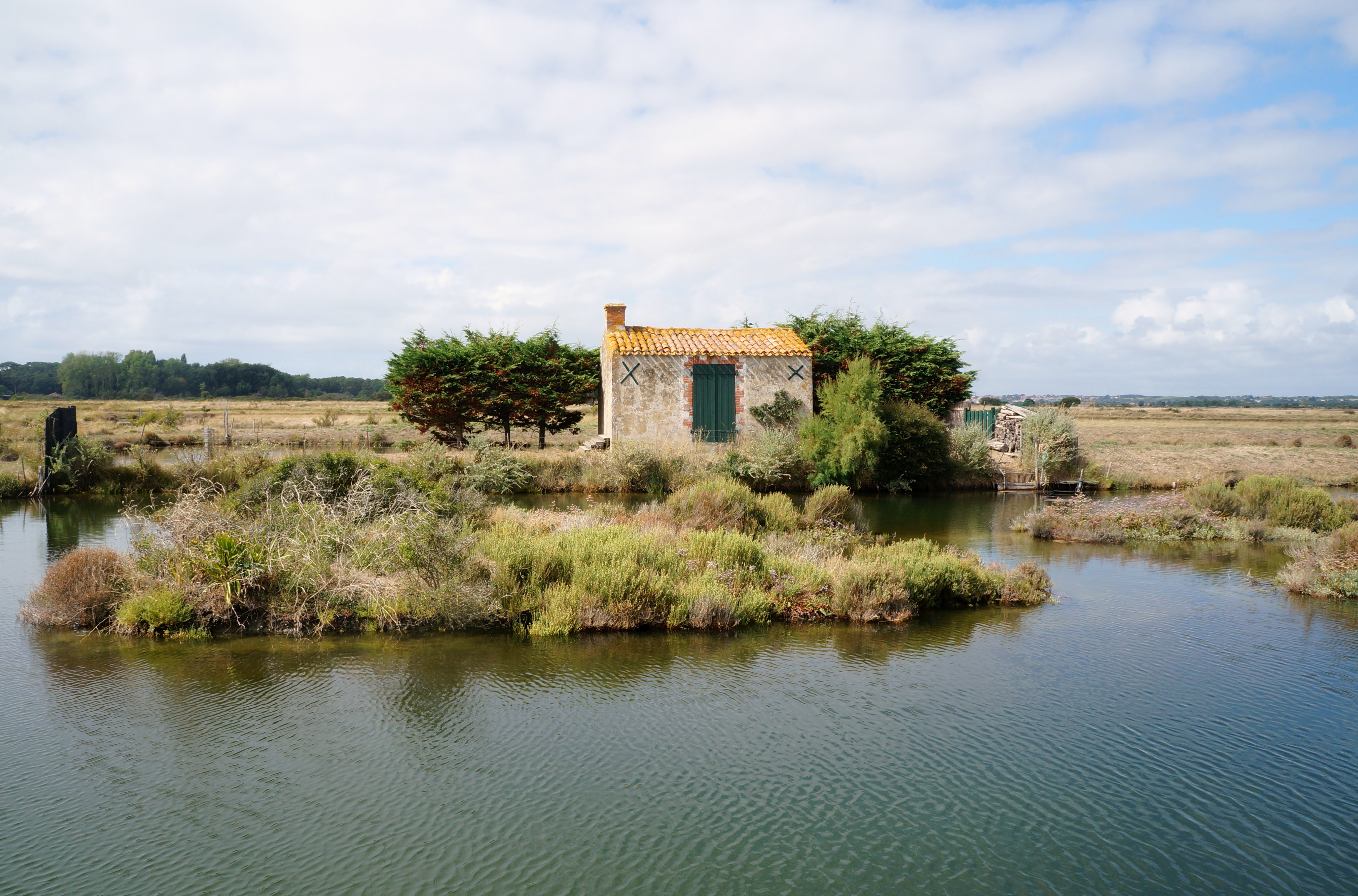
湿地帯
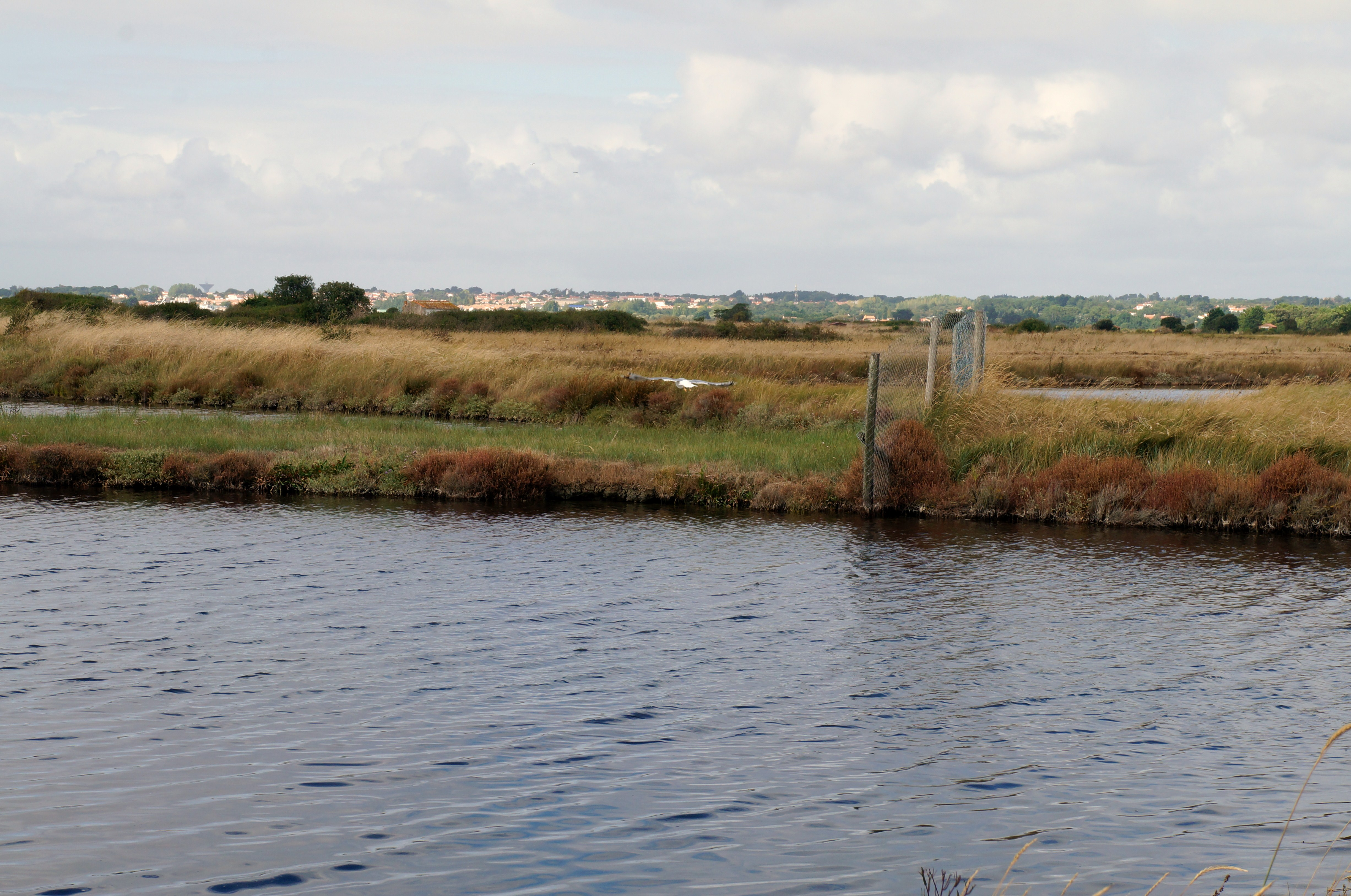
鳥類保護区